# Коронн
Коронн (фр. Coronne) — река на юге Франции в департаментах Дром региона Овернь — Рона — Альпы и Воклюз региона Прованс — Альпы — Лазурный Берег, приток Леса (бассейн Роны). Площадь водосборного бассейна — 269 км².

## География
Коронн протекает по югу Дрома и по Воклюзу. Впадает в Ле, приток Роны, в Вальреа. Протяжённость реки — 22,9 км.

## Притоки
- ручей Булег (1,3 км)
- ручей Крупи (1,3 км)
- ручей Кокетт (1 км)
- ручей Сен-Пьер (1,2 км)
- ручей Пег (8,3 км)
- Гран-Валла (8,2 км)
- ручей Сен-Венсан (4,3 км)
- Ольер (7,9 км)

## Пересекаемые коммуны
Коронн пересекает территорию 8 коммун в двух департаментах.
В департаменте Дром:
- Монсегюр-сюр-Лозон
- Руссе-ле-Винь
- Сен-Панталеон-ле-Винь
- Вантероль

В департаменте Воклюз:
- Ришранш
- Вальреа (устье)
- Грийон
- Визан